# کنف
شاهدانه مصری یا کَنَف بری (نام علمی: Hibiscus cannabinus)، گیاهی است از تیرهٔ پنیرکیان که در نساجی کاربرد دارد.

## خصوصیات گیاهی
الیاف کنف از ساقه‌ی گیاه کنف استخراج می‌شوند. کنف گیاهی است یکساله، دولپه‌ای و گلدار، با ریشه‌هایی متراکم، عمیق و سفیدرنگ.
ساقه این گیاه نسبتاً علفی و اکثراً بدون انشعاب است. طول ساقه این گیاه به ۳ متر و قطر آن تا ۲ سانتی‌متر می‌رسد. برای استخراج آن مانند کتان و چتایی از عمل رتینگ استفاده می‌شود، رتینگ شبنم، یا مجاورت در کنار جویبار است. جداکردن الیاف کنف از چوب آن، آسانتر از کتان صورت می‌گیرد.
کنف گیاهی بوته مانند و دارای ساقه‌های پوشیده از خار است. برگ‌های کنف متناوب، با دمبرگی نسبتاً بلند، با رگبرگ‌های پنجه‌ای و برگ‌هایی ساده یا پنجه‌ای هستند. هر دو نوع برگ ممکن است روی یک بوته وجود داشته باشند. برگ‌ها دارای لبه‌های دندانه دار هستند و در سطح برگ و ساقه کرک‌های ریزی وجود دارند. گل به صورت منفرد نسبتاً بزرگ در روی ساقه در نقطه بین برگ و ساقه قرار دارد. گل کنف کامل و منظم می‌باشد. کاسه گل از ۵ کاسبرگ که در قاعده کم و بیش به یکدیگر چسبیده‌اند و جام گل از ۵ گلبرگ غالباً متقارن که در قاعده پیوسته هستند، تشکیل یافته‌است. کاسه گل دارای کاسچه‌ای (کاسه فرعی) می‌باشد که باریک و معمولاً دارای ۸ لوب است. جام گل زرد و در وسط بنفش رنگ است و گلبرگ‌ها سه تا چهار برابر بلندتر از کاسبرگ‌ها می‌باشند. نافه از تعداد بسیاری پرچم تشکیل یافته‌است. مادگی فوقانی از ۵ برچه پیوسته تشکیل یافته و تمکن آن محوری است. تخمدان دارایِ ۵ خانه‌ی مجزا است که در هر خانه‌ی آن دو ردیف تخمک واژگون (آناتروپ) قرار دارد. میوه کنف کپسول لوکولیسید، تخم مرغی شکل، نوک تیز کرک دار و اندازه‌ی آن‌ها تقریباً برابر نصف کاسبرگ است. هر کپسول دارای ۵ برچه است که در داخل هر برچه حداقل یک‌دانه وجود دارد. دانه‌ها به رنگ سیاه و خاکستری می‌باشند که در داخل هرکدامشان حدود ۱۸ تا ۲۰ دانه وجود دارد. این گونه دارای چهار واریته به قرار زیر می‌باشد:
(1) Hici var. Viridis

(2) H.c.var.vulgaris

(3) H.c. var purpurea

(4) H.c. var sinplox
از ارقام مهم کنف می‌توان از کوبا ۱۰۸ و کوبا ۲۰۳۲، کوبانو، مصری، اورگلاید، فلوریدا، رودزین و سودان ترادیف نام برد.
منشأ اصلی آن نواحی مختلف آفریقا ذکر شده‌است. از دانه آن روغن خوراکی استخراج و از الیاف آن محصولات مختلف منجله کاغذ، گونی، چتائی و … تهیه می‌شود.
از الیاف کنف جدیداً در صنعت ساخت زیورآلات نیز استفاده می‌کنند که به صورت بافت استفاده می‌شود. در این کار بیشتر از رنگ قهوه‌ای آن استفاده می‌شود که شبیه چرم است و به آن وکس‌کورد می‌گویند.
کشاورزان ساقه‌ها را در هنگام گل کردن می‌بُرند، آن‌ها را در آفتاب خشک می‌کنند و سپس در آب می‌خوابانند تا ورم کند و سپس پوست آن را می‌کنند. به این کار "retting" فیبر می‌گویند و سپس با دست الیاف را استخراج می‌کنند.
در مزارع کوچک دره‌های رود گنگ در بنگلادش و هند نوعی کنف کشت می‌شود که در هنگام  رشد کامل ۱۲ فوت (3.6m) گیاهان قد دارد. آن‌ها برگ‌های ظریف و سبز و گل‌هایی زرد و کوچک دارند که توسط حشرات گرده‌افشانی می‌شوند.

## الیاف کنف
الیاف کنف یکی از مقرون به صرفه‌ترین الیاف طبیعی است و بعد از پنبه در میزان تولید و تنوع رتبه دوم را دارا می‌باشد. الیاف کنف در لیف درخت (درخت) و هسته (چوب) پیدا می‌شود. لیف درخت به منزله ۴۰ درصد از گیاهان است. «فیبر خام» جدا از لیف درخت چند سلولی، متشکل از چندین سلول انفرادی بهم چسبیده‌است. هر سلول انفرادی فیبر ۲–۶ میلی‌متر طول، بلند و باریک است و دیواره سلولی ضخیم (۶٫۳ میکرومتر) دارد. هسته در حدود ۶۰ درصد از گیاهان و نباتات (۳ میکرومتر) سلول‌های فیبر را شامل می‌شود و دارای ضخامت (≈۳۸ میکرومتر) است اما کوتاه (۰٫۵ میلی‌متر) و به خصوص با دیوارهٔ نازک هستند. خمیر کاغذ از طیف ساقه تولید می‌شود بنابراین شامل دو نوع الیاف، از پوست و از هسته می‌باشیم.

## نیاز اکولوژیکی
آب و هوا: گیاه برای رشد و نمو و تولید الیاف بذر کافی باید در مناطق گرم و نیمه گرمسیری کشت گردد. کنف در برابر سرما حساس بوده و یخبندان عامل مهم محدودکننده کاشت، تولید جوانه و رشد آن است. حداقل درجه حرارت برای تولید جوانه کنف حدود ۱۲ درجه سانتی‌گراد است مناسب‌ترین درجه حرارت برای کنف در طول دوره رشد ۲۵ تا ۳۰ درجه سانتی‌گراد می‌باشد در فصل تابستان می‌تواند گرمای ۳۵ تا ۴۰ درجه را تحمل کرده به رشد خود ادامه دهد. هر گاه کنف در مناطق مرطوب و در زمین‌هایی که در نزدیکی دریا کاشته شود، رطوبت نسبی ۶۸ تا ۸۲ درصد را تحمل می‌کند.
کنف گیاهی روز بلند و در مناطقی که روزانه کمتر از ۵/۱۲ ساعت روشنایی وجود دارد، به خوبی رشد نکرده بارور نشده و کشت آن موفقیت‌آمیز نمی‌باشد. مناطق با ورزش باد شدید برای رشد کنف مناسب نیست زیرا باد شدید علاوه بر تبخیر سریع باعث خوابیدگی (و رس) ساقه‌ها می‌شود. کشت کنف به‌خصوص انواع وحشی آن در زمین‌های هم سطح دریا تا ارتفاع ۱۲۵۰ متری امکان‌پذیر است لکن مناسب‌ترین ارتفاع برای انواع اصلاح شده کنف از سطح دریا حدود ۶۰۰ متر می‌باشد.
خاک: خاک محل کشت کنف باید دارای عمق کافی و کاملاً قابل نفوذ و حاصلخیز باشد برای همین زمین‌های رسی برای کاشت این گیاه مناسب نمی‌باشند. بهترین خاک برای کاشت کنف زمین‌های رسی شنی، شنی رسی لمونی شنی یا لمونی با مواد ارگانیکی کافی می‌باشند.
زمین‌هایی که سفره آب زیرزمینی آن‌ها بالا و به خوبی زه‌کشی نشده باشند و همچنین زمین‌های باتلاقی برای کاشت و رشد و نمو کنف مناسب نیستند. کنف نسبت به شوری کم و بیش مقاوم است.
pH مناسب برای رشد کامل کنف بین ۷/۴ تا ۸/۷ است لیکن در خاک‌هایی که pH آن‌ها بین ۶ تا ۸/۶ و حداکثر ۷ باشد بهتر رشد می‌نماید.
تناوب: کنف گیاهی است که در دوره رشد مواد غذائی زیادی را جذب و زمین را از وجود مواد غذایی به ویژه ماده ازت و فسفره نسبتاً ضعیف می‌نماید. کاشت مداوم یا چند ساله آن در یک زمین سبب بروز بیماری‌های گیاهی به‌خصوص بوته‌میری شده و موجب نقصان محصول می‌شود. علاوه بر اینها در مناطقی که کاشت کنف و پنبه رواج دارد چون این دو گیاه از یک تیره هستند و دارای آفات و بیماری‌های مشترک می‌باشند نباید آن‌ها را در تناوب به‌دنبال هم قرار داد و حتی در یک مزرعه حتی‌المقدور باید این دو را با فاصله نسبتاً زیاد و دور از یکدیگر کاشت در صورتی که در گردش زراعی کنف بعد از گیاهان تیره حبوبات کاشته شود، تولید الیاف و بذر رضایت بخش خواهد بود.
کنف را می‌توان در تناوب همراه با گیاهانی مانند حبوبات، بادام زمینی، گندم، ذرت و حتی برنج قرار داده، تناوب دو یا سه ساله بر قرار نمود. در شمال ایران برای تولید کنف اغلب تناوب سه ساله شرح زیر برقرار می‌گردد: 

سال اول: ذرت

سال دوم: حبوبات

سال سوم: کنف.

## آماده‌سازی خاک
زمین کشت کنف باید از لحاظ مواد آلی غنی باشد؛ لذا اگر برای تقویت و اصلاح زمین در سال قبل کود سبز داشته شده باشد باید در اواسط پائیز زمین را شخم زد تا در اثر زیر خاک رفتن کود سبز و پوسیدن آن مواد آلی زمین (هوموس) افزایش یابد یا با اضافه کردن کود دامی پوسیده در پائیز به مقدار ۲۰ تا ۳۰ تن در هکتار آن‌ها با شخم عمیق به زیر خاک برد. عمق این شخم بستگی به عمق خاک زراعتی دارد و حد متوسط آن ۲۰ سانتی‌متر است در بهار پس از یخبندان و سرما باید زمین را شخم سطحی یا دیسک زد تا کلوخ‌ها کاملاً خرد شوند شخم یا دیسک بهاره باید عمود بر شخم پائیزه باشد در صورت وجود بقایای محصول سال قبل از قبیل ریشه و ساقه یا علف‌های هرز در سطح زمین بایستی آن‌ها را جمع‌آوری و از زمین خارج کرده و سپس به تسطیح زمین اقدام نمود.
مواد غذایی مورد نیاز کنف:
برای آنکه کنف محصول کافی تولید نماید با توجه به شرایط آب‌وهوایی و نوعی که کاشته می‌شود لازم است از کودهای شیمیائی به ویژه ازت و فسفر و پتاس به مقدار مورد نیاز استفاده شود. برای استفاده بیشتر گیاه از مواد فسفره و پتاس بهتر است این دو ماده را قبل کاشت و به وسیله دیسک در عمق ۴ یا ۵ سانتی‌متری خاک قرارداد. لیکن اگر کود ازت (اوره) در دو مرحله و به صورت سرک به زمین اضافه شود نتیجه بهتر خواهد بود. مرحله اول پخش کود ازت هم‌زمان با تنک کردن بوته‌های اضافی و مرحله دوم ۳۰ روز بعد از مرحله اول است. هر گاه کنف به منظور تولید بذر کاشته شود مصرف بیش از حد مورد نیاز ماده ازت سبب دیرسی گیاه و علفی شدن آن گردیده و به ورس ساقه کمک می‌کند. در شمال میزان کود شیمیائی به قرار زیر است ازت ۱۰۰ کیلوگرم در هکتار، فسفر ۶۰ کیلوگرم در هکتار و پتاس ۳۰ کیلوگرم در هکتار.

## کاشت
زمان کاشت باید طوری انتخاب شود که شرایط جوی و خاک از هر نظر برای کاشت و رویش بذر مناسب باشد و برای رسیدن به این هدف تعیین مقدار بذر در هکتار نیز عامل مهمی برای تولید محصول خواهد بود؛ لذا پس از رفع سرما و افزایش درجه حرارت خاک در بهار هر چه زودتر اقدام به کشت شود زیرا کاشت به موقع دارای مزایای زیر است:

(۱) کشت به موقع سبب می‌گردد که در موقع بارش باران‌های بهاری جوانه به سرعت از بذر خارج و رشد اولیه آن بهتر انجام می‌شود.

(۲) رشد گیاه تا زمان برداشت کامل شده و مقدار محصول نیز افزایش یابد در مورد ارقامی که نسبت به نور حساسیت کمتری دارند زمان کاشت آن‌ها هر چه زودتر انجام گیرد مرحله تولید گل و رسیدن و در نتیجه برداشت محصول نیز زودتر انجام خواهد شد.

اگر موقع کاشت بذر رطوبت و حرارت خاک کافی و شرایط مناسب باشد بذر کاشته شده پس از ۵ تا ۶ و حداکثر ۸ روز جوانه تولید می‌نماید از تولید جوانه تا ظهور اولین گل حدود ۹۰ تا ۱۰۵ روز و از گل دادن تا رسیدن کامل حدود ۴۵ تا ۵۰ روز طول می‌کشد. زمان کاشت کنف در مازندران از حدود اواخر فروردین تا حدود اواخر اردیبهشت مطابق شرایط جوی تغییر می‌کند. بهترین زمان کشت کنف در خوزستان (دزفول) از اوایل اسفند تا اواسط اردیبهشت و در ایرانشهر از اواسط بهمن تا اواخر اسفند ماه است. در ورامین مناسب‌ترین زمان کاشت از حدود اوایل اردیبهشت تا اواخر خرداد ماه می‌باشد.

مقدار بذر:
مقدار بذر برای هر هکتار تابع عواملی نظیر درجه حرارت محیط در زمان کاشت، نوع زراعت (دیمی یا آبی)، هدف از تولید (تهیه بذر یا الیاف) و همچنین روش کاشت (خطی یا کرتی دست‌پاش) تغییر می‌کند.
در کاشت کنف به منظور تهیه الیاف در زراعت‌های خطی که با ماشین کاشته می‌شود مقدار بذر مورد نیاز حدود ۲۰ تا ۲۵ کیلوگرم در هکتار است و فاصله خطوط کاشت ۱۵ تا۲۰ و گاهی ۲۵ سانتی‌متر و بین بوته‌ها ۵ سانتی‌متر می‌باشد هرگاه منظور از کاشت کنف تولید بذر باشد مقدار بذر مصرفی ۱۰ تا ۱۵ کیلوگرم و فاصله خطوط را باید بین ۴۰ تا ۶۰ سانتی‌متر و فاصله بوته‌ها را بین ۵ تا ۷سانتی‌متر انتخاب کرد. در زراعت‌های دست‌پاش مقدار بذر مورد نیاز بیشتر از زراعت‌های خطی و حدود ۳۵ تا ۴۰ کیلوگرم در هکتار است.
در زراعت‌های خطی که کاشت به‌وسیلهٔ بذر پاش انجام می‌شود معمولاً بذر را در وسط یا کناره‌های خطوط کاشت می‌کارند. عمق کاشت بذر کنف در شرایط مختلف بین ۱ تا ۳ سانتی‌متر تغییر کرده و مناسب‌ترین آن حدود ۲ تا ۳ سانتی‌متر است.
هنگام کاشت برای پیشگیری و از بین بردن پاره‌ای از بیماری‌های بذر زاد بهتر است قبل از کاشت بذر را با سموم سیستمیک یا سمومی بر مبنای P.C.N.B ضدعفونی نمود.

## داشت
داشت، آبیاری تنک کردن، وجین و مبارزه با آفات و بیماری‌ها از ضروریات داشت می‌باشد.
آبیاری:
مقدار آب مورد نیاز کنف از زمان کاشت تا رسیدن کامل بستگی به تراکم بوته‌ها، جنس خاک، درجه حرارت و رطوبت نسبی محیط و مقدار ریزش باران دارد در مناطقی که حدود ۵۰۰ تا ۷۵۰ میلی‌متر بارندگی سالیانه داشته باشد می‌توان زراعت دیم کنف را انجام داد در غیر این‌صورت آبیاری الزامی است. در جنوب ایران به علت شور بودن زمین‌ها بهتر است از کاشت کنف به صورت کرتی اجتناب کرده و این گیاه را به صورت خطی کشت کرد.
تنک کردن و وجین: پس از آنکه رشد اولیه کنف کامل شد و ارتفاع بوته‌ها حدود ۱۰ تا ۱۲ سانتی‌متر گردید. بایستی بوته‌های اضافی را تنک و از بین خارج نمود عمل تنک کردن معمولاً با دست انجام می‌شود پس از پایان آن باید فاصله بوته‌ها در روی خطوط بین ۵ تا ۷ سانتی‌متر و فواصل خطوط در مورد کنف لیفی ۲۰ تا ۳۰ و در مورد کنف بذری ۴۰ تا ۶۰ سانتی‌متر باشد. برای جلوگیری از رشد علف‌های هرز لازم است در ۲ تا ۳ و حداکثر ۴ مرتبه مزرعه را وجین کرد. مناسب‌ترین وسیله مبارزه استفاده از کولتیواتور است.
آفات و بیماری‌ها:
مهمترین آفات کنف عبارتند از: آفات کرم خاردار، کارادرینا، تریپس، آگروتیس و شته؛ که سم مورد مصرف برای تریپس، شته متاسیستوکس ۵/۱ در هزار می‌باشد و برای کرم خاردار و کارادرینا و آگروتیس می‌توان از سم سوین به نسبت ۲ کیلوگرم در هکتار استفاده کرد. از دیگر آفات سر پولک (Padagrica mentriesi) می‌باشد که با سم تیودان می‌توان با آن مبارزه نمود. آفت دیگر کرم ریشه یا لارو پروانه (Agrotis segetum) که برای مبارزه با آن باید با علف‌های هرز مبارزه و با لیندین ۲۵ درصد طعمه پاشی نمود.
آفت دیگر کرم ساقه کنف (pyrausta nubilalis) می‌باشد که با قطع و سوزاندن علف‌های هرز اطراف مزرعه در ماه‌های تیر و مرداد می‌توان با آن مبارزه نمود.

از بیماری‌های مهم کنف عبار تند از:

(۱) بیماری پوسیدگی طوقه و ریشه کنف (Fusarium bucharicum) که عامل آن قارچ می‌باشد که برای مبارزه و پیشگیری آن کارهای زیر ضروری است:

(الف) تهیه ارقام مقاوم، (ب) رعایت اصول آیش و تناوب. (پ) خود داری از کشت در زمین‌های باتلاقی یا زمین‌هایی که دارای املاح کلسیم زیاد می‌باشند. (ت) مبارزه شیمیایی که تا حدودی مشکل می‌باشد.

(۲) بیماری لکه ارغوانی برگ کنف

(۳) بیماری لکه دودی کنف

(۴) بیماری پوسیدگی خاکستری کنف می‌باشد.

## برداشت
زمان برداشت کنف در گیلان و مازندران از حدود اوایل مهر تا اواخر مهر و در خوزستان و فارس از اوایل تا اواخر آبان ماه و در ورامین اواسط آبان تا اواسط آذر می‌باشد.
برداشت کنف زمانی باید انجام شود که ساقه کاملاً خشک نشده باشند در غیر اینصورت به علت چسبیدن الیاف به جدار ساقه جدا کردن آن‌ها مشکل و از کیفیت آن‌ها کاسته می‌شود. جهت مصرف در کارخانه‌های کاغذسازی موقعی به برداشت کنف اقدام می‌شود که مقدار محصول خشک ساقه حداکثر و کپسول‌ها رسیده باشد. اگر کشت کنف برای تهیه بذر باشد می‌توان در اواخر مرحله زندگی کنف به تدریج که کپسول‌ها می‌رسند آن‌ها را از ساقه جدا و در محل مناسبی انبار نمود یا زمان رسیدن دانه‌ها که حدود ۲ ماه پس از ظهور اولین گل در گیاه می‌باشد ساقه‌ها را به وسیله ماشین یا اره موتوری و با داس قطع کرده و در دسته‌های ۲۰ تا ۲۵ کیلوگرمی دسته‌بندی و در مزرعه در معرض جریان هوا قرار داده تا خشک شوند پس از ۲ تا ۳ و حداکثر ۷ روز آن‌ها را با وسایل مختلف کوبیده و دانه‌ها را از سایر مواد جدا کرده و در داخل گونی‌های کنفی ریخته و انبار می‌کنند. عدم وجود رطوبت و جریان داشتن مناسب هوا در انبار باید رعایت شود.
اگر هدف از کاشت کنف تهیه الیاف باشد معمولاً قبل از آنکه ساقه‌ها به‌طور کامل برسند و قبل از چسبیدن الیاف به جدار ساقه برداشت باید انجام گیرد. هنگام برداشت ساقه‌ها را از ریشه از زمین خارج می‌کنند در صورتی‌که ساقه‌ها را از نزدیک سطح زمین کف‌بر نمایند. کیفیت الیاف بهتر می‌باشد و ریشه‌ها و گِل‌ولای اطراف ریشه داخل ساقه‌ها نمی‌شوند. پس از برداشت برای کاهش رطوبت ساقه و افزایش سرعت تبخیر، ساقه‌ها را در دسته‌های کوچک به شکل خاصی در مزرعه به حالت ایستاده قرار می‌دهند که به آن چاتمه کردن می‌گویند. پس از چند روز دسته‌های ساقه را درون حوضچه‌هایی که در آن‌ها آب جریان دارد قرار می‌دهند و درجه حرارت آب داخل حوضچه‌ها باید حدود ۳۰ تا ۳۲ درجه سانتی گراد باشد. عمل تخمیر پوست ساقه توسط میکروارگانیسم‌های موجود در آب صورت می‌گیرد.
مدت زمان تخمیر بستگی به درجه حرارت آب داشته و در شرایط مساعد بین ۱۰ تا ۲۰ روز است و در صورت نامساعد بودن شرایط ممکن است تا دو ماه به تعویق بیفتند. پس از پایان عمل تخمیر و جدا کردن الیاف و شستشو دادن و تمیز کردن آن‌ها الیاف را آویزان کرده تا خشک شوند. حدود یک بیستم وزن ساقه‌ها را الیاف خشک تشکیل می‌دهد. رنگ معمولی ساقه کنف هیچ‌گونه تأثیری در رنگ الیاف نداشته و در صورتی‌که تخمیر و شستشوی آن‌ها دقیق انجام شود الیاف سفید و شفاف حاصل خواهد شد.

## روغن دانه کنف
دانه کنف عملکرد یک روغن گیاهی خوراکی را دارد. روغن بذر کنف نیز برای لوازم آرایشی، روان‌کننده‌های صنعتی و برای تولید سوخت زیستی استفاده می‌شود. روغن کنف بالا از اسیدهای چرب اشباع نشده امگا (PUFAها) که در حال حاضر شناخته شده برای کمک در سالم نگه داشتن انسان کاربرد دارد. روغن دانه کنف شامل درصد بالایی از اسید لینولئیک (امگا ۶) یک اسید چرب اشباع نشده (PUFA). اسید لینولئیک (C18: 2) PUFA غالب است، و از اسید اولئیک (C18: 1) آلفا لینولنیک اسید (C18: 3) در حال حاضر در ۲ تا ۴ درصد است. PUFA از جمله اسیدهای چرب ضروری برای رشد و سلامت طبیعی است. علاوه بر این، برای کاهش کلسترول و بیماری‌های قلبی مهم است.
روغن دانه کنف ۲۰٫۴٪ از وزن کل دانه است که شبیه به پنبه دانه است [نیازمند منبع] روغن کنف دانه‌های خوراکی شامل:

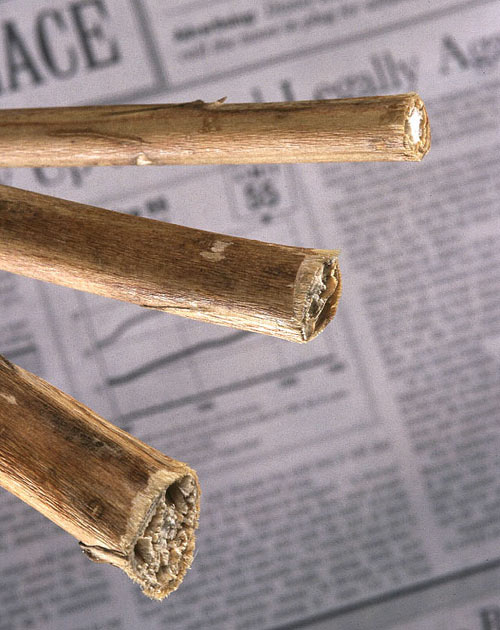
ساقهٔ کنف خشک

اسید پالمتیک: ۱۹٫۱٪
اسید اولئیک: ۲۸٫۰٪ (امگا ۹)
اسید لینولئیک: ۴۵٪ (امگا ۶)
استریک اسید: ۳٫۰٪
آلفا لینولنیک اسید: ۳٪ (امگا ۳)

## آفت کش‌ها و کود استفاده در محصولات زراعی کنف
کنف در نظر گرفته شده گیاهی مقاوم است که نیاز به حداقل کود، آفت کش و آب در مقایسه با محصولات سطر معمولی است. [نیازمند منبع]

## کاربردها
به غیر از استفاده از آن به عنوان نساجی، برگ کنف می‌تواند خورده شود به‌طوری که برگ جوان به سالاد اضافه می‌شوند و برگ‌های مسن‌تر نیاز به پخته شدن دارند. برگ‌ها بسیار شبیه به اسفناج است. برگ الیاف کنف را برای گونی بافی نیز بکار می‌رود.
الیاف کنف ۱۰۰٪ تجزیه‌پذیر و قابل بازیافت و در نتیجه سازگار با محیط زیست است. این الیاف طبیعی با درخشش طلایی و ابریشمی است از این رو به نام فیبر طلایی است. این ارزان‌ترین الیاف گیاهی تهیه از لیف درخت یا پوست ساقه گیاه می‌باشد. این الیاف مهم‌ترین فیبر گیاهی پس از پنبه است، از نظر استفاده، مصرف جهانی، تولید، و در دسترس بودن می‌باشد. دارای استحکام بالا کششی، توسعه‌پذیری کم، و نفس‌کشندگیِ بهتر از پارچه؛ بنابراین، الیاف کنف بسیار مناسب در کشاورزی بسته‌بندی کالا فله. این کمک می‌کند تا بهترین کیفیت نخ‌های صنعتی، پارچه، خالص، و کیسه. این یکی از متنوع‌ترین الیاف طبیعی است که در مواد اولیه بسته‌بندی، پارچه، غیر نساجی، ساخت‌و‌ساز مورد استفاده قرار می‌گیرد، و بخش کشاورزی بوده‌است. الیاف کنف دارای مزایای بسیاری به برای منسوجات خانگی، با پنبه و پشم مخلوط می‌شود. این است که قوی، با دوام، رنگ و نور سریع فیبر هستند. حفاظت از اشعه ماوراء بنفش آن، عایق صدا و حرارت، رسانایی حرارتی پایین و ضد استاتیک خواص آن را عاقلانه انتخاب در دکوراسیون خانه.
- الیاف کنف توانایی برای مخلوط با الیاف دیگر، هم مصنوعی و هم طبیعی دارد، الیف کنف با رنگ سلولزی مانند طبیعی، پایه، گوگرد، واکنش پذیر است و همچنین رنگ رنگدانه.